# Muhammad Ali Abd al-Al
Muhammad Ali Abd al-Al (arab. محمد علي عبدالعال) – egipski zapaśnik walczący w stylu klasycznym. Olimpijczyk z Londynu 1948, gdzie zajął siódme miejsce w wadze muszej do 52 kg.
Srebrny medalista mistrzostw Europy w 1947 roku.